# 14 06 2006
14 06 2006 è un album live di Cesare Basile, uscito in un cofanetto con DVD nel 2006.

## Il disco
Il disco è stato reso disponibile il 1º dicembre 2006 ed è stato realizzato grazie al locale milanese Casa 139.

## Tracce
1. Ceaseless and fierce
2. In Coda
3. Dal Cranio
4. Finito Questo
5. Fratello Gentile
6. Il Deserto
7. Pietra Bianca
8. Dite al Corvo
9. Hellequin Song
10. To Speak of Love
11. Le Feste di Ieri
12. La Suonatrice di Hammond
13. A Che Serve lo Zolfo
14. L'Albero di Giuda
15. Odd Man Blues

## Musicisti
- Cesare Basile - voce e chitarra
- Marcello Caudullo
- Marcello Sorge
- Michela Manfroi